# Коси, Кадзухиро
Кадзухиро Коси (яп. 越 和宏, род. 23 декабря 1964, Отаки, Нагано) — японский скелетонист, выступавший за сборную Японии с 1993 года по 2010-й. Участник трёх зимних Олимпийских игр, тринадцати чемпионатов мира и семидесяти этапов Кубка мира. Многократный чемпион и призёр национального первенства, а ныне — главный тренер японской сборной по скелетону.

## Биография
Кадзухиро Коси родился 23 декабря 1964 года в селе Отаки, префектура Нагано. В юности активно занимался лёгкой атлетикой, в частности, толканием ядра, выступал на различных соревнованиях, но через какое-то время понял, что не сможет добиться здесь сколько-нибудь значимых результатов, поэтому решил попробовать себя в саночных видах спорта. Ещё в 1991 году пытался пробиться в состав японской национальной сборной по бобслею на зимние Олимпийские игры в Альбервиль, но неудачно. Позже заинтересовался новым для Японии видом спорта скелетоном и, попробовав, вскоре стал выступать довольно неплохо. Уже в 1993 году дебютировал на взрослом чемпионате мира во французской Ла-Плани, финишировав там двадцать девятым, в конце этого же года впервые поучаствовал в заездах взрослого Кубка мира, показав на трассе немецкого Винтерберга двадцать третье время.
В 1990-е годы Коси выступал в скелетоне с попеременным успехом, постепенно становясь всё лучше и лучше. Так, в 1995 году на январском этапе Кубка мира в австрийском Иглсе он впервые попал в десятку сильнейших, а в 1999 году на домашнем этапе в Нагано завоевал золотую медаль, став первым японским победителем этапа Кубка мира. Через два года повторил это достижение, пополнив медальную коллекцию ещё одной золотой наградой, при этом в сезонах 1997/98 и 2000/01 со всей серьёзностью боролся за обладание трофеем, тем не менее, всегда немного не дотягивал до первой позиции, располагаясь на втором месте общего зачёта. Благодаря череде удачных выступлений удостоился права защищать честь страны на Олимпийских играх 2002 года в Солт-Лейк-Сити, где впоследствии занял восьмое место.
Сезон 2002/03 провёл на прежнем высоком уровне, разместившись в мировом рейтинге сильнейших скелетонистов на третьей строке, тогда как на мировом первенстве в Нагано ему совсем немного не хватило до медали. На чемпионате мира 2005 года в канадском Калгари закрыл десятку в мужском одиночном разряде и того же результата добился в командных состязаниях. Выбившись в лидеры сборной, ездил соревноваться на Олимпиаду 2006 года в Турин, без проблем прошёл квалификацию и планировал побороться здесь за медали, но в итоге пришёл к финишу лишь одиннадцатым. Коси продолжал участвовать в крупнейших международных стартах, хотя со временем его результаты пошли на спад, например, на мировом первенстве 2007 года в швейцарском Санкт-Морице он смог добраться только до двадцать четвёртой позиции, через год на чемпионате мира в немецком Альтенберге был шестнадцатым. Спортсмен стал попадать десятку сильнейших Кубка мира крайне редко, последний раз это произошло в феврале 2009 года на этапе в американском Парк-Сити, когда он приехал девятым. Чуть позже на чемпионате мира в Лейк-Плэсиде показал пятнадцатый результат.
Последним крупным международным стартом для Кадзухиро Коси оказались зимние Олимпийские игры 2010 года в Ванкувере (на тот момент ему было уже 45 лет), где он выступил крайне неудачно, расположившись на двадцатом месте мужского зачёта. Вскоре после этой неудачи он принял решение завершить карьеру профессионального спортсмена, хотя всё равно продолжил заниматься скелетоном «ради укрепления здоровья» и принимал участие в заездах национальных первенств. Всего за карьеру Коси семь раз получал звание чемпиона Японии, участвовал в тринадцати чемпионатах мира, побывал на семидесяти этапах Кубка мира, поэтому по-праву считается одним из самых известных японских скелетонистов. Закончив выступать в качестве спортсмена, он занял должность главного тренера скелетонной сборной своей страны.